# ليكرجوس أسبرطة

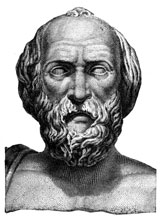
ليكرجوس (Lycurgus)

كان ليكرجوس (تُنطق /laɪˈk[invalid input: 'ɝ:']ɡəs/، وباليونانية: Λυκοῦργος, Lukoûrgos؛ (قبل الميلاد 820 - 730 ؟) المشرِّع الأسطوري بـأسبرطة الذي حولها إلى مجتمعٍ عسكري وفقًا لعرَّافة معبد أبولو في مدينة دلفي، واهتمت إصلاحاته بثلاث فضائلٍ أسبرطية هي: المساواة (بين المواطنين)، واللياقة العسكرية، والصرامة.
ذكره كثير من المؤرخين والفلاسفة القدامى في كتاباتهم مثل هيرودوت (Herodotus)، كسينوفون (Xenophon)، أفلاطون (Plato)، بوليبيوس (Polybius)، بلوتارخ (Plutarch)، وأبكتاتوس (Epictetus). إلا أن كون ليكرجوس شخصية تاريخية حقيقية يظل غير مؤكداً حتى الآن، وبالرغم من ذلك اعتبر العديد من المؤرخين القدامى ليكرجوس مسؤولاً عن الإصلاحات العمومية والعسكرية التي غيّرت المجتمع الأسبرطي وأبرزها ريترا الكبرى (الدستور الأسبرطي)، ويصنفه المؤرخون القدامى بين شخصيات النصف الأول من القرن السابع قبل الميلاد.

## المشروع الأسطوري بأسبرطة
كان يحيط بـ الدوريين الذين هم أهل أسبرطة البيرإيكوي وهو الذين قبلوا بالهيمنة الدورية وهو ما إعتبرهم الدوريين المجاورين أو الحلفاء وكان يحيط بهم أيضا الهيلوتيين وهم الذين رفضوا الاستسلام وأصروا علي محاربة الدوريين ولكن تمكن الدوريين من إخضاعهم بقوة السلاح وتمت معاملتهم كالعبيد ووضعوا اسفل الهرم الطبقي واطلق عليهم الدوريين «أقنان الأرض» أو «عبيد الأرض»
رأي ليكرجوس أن الدوريين قلة مقارنة بالبيرإيكوي والهيلوتيين لذا إقترح مشروع أسطوري لتدريب أطفال إسبرطة علي القتال من الصغر للسيطرة علي بقية الطبقات وللدفاع عن إسبرطة تحت أي ظرف فقام بتكوين هيئة من الشيوخ لعمل كشف هيئة علي المولودين الجدد وكانوا يتخلصون من المولودين المصابين بتشوهات أو مصابين بإعاقة ما، أو الذين يتمتعون بجسد هزيل ويبدو عليهم الضعف ويترك المولود مع أمة لسن 7 سنوات فقط ثم تأخذة الدولة وتربية وتدربة علي فنون القتال والاعتماد علي النفس وحمل السلاح لتكوين جيش بري قوي قادر علي الدفاع عن إسبرطة في أي وقت وتحت أي ظرف.
من سن 7 سنوات وحتي 12 عاما كانوا يربوة علي الإيجاز في استخدام المفردات حتي يكون المقاتل الإسبرطي قليل الكلام، كانوا أيضا يعلموة بعض مباديء القراءة والكتابة وكان ممنوع عليه قراءة كتب أو أراء لفلاسفة اليونان وكانوا يدربون علي الطاعة العمياء للقادة ومن هم أكبر سنا.
من سن 12 حتى 20 يبدأ العيش في جماعات في العراء بدون مال أو طعام، حيث تتكفل الدولة فقط بثوبين في العام الواحد ثوبا للشتاء وثوبا للصيف.
كان ممنوع عليهم الاستحمام لاعتقاد ليكرجوس بأن كثرة الاستحمام تزيد من نعومة الرجل.
تم تدريبهم للعيش في ظروف قاسية جدا فكان يسمح لهم بسرقة الطعام، لكن إذا ضُبط يعاقب من قبل قائده لأنه فشل في السرقة ولم يستطع التصرف وتم كشف أمره.
لم يكن مسموح لهم بالزواج إلا فقط في سن الثلاثين حتي لا ينشغل المقاتل اثناء المعركة بأهلة واسرتة أو ما شابة، كان عندما يصل إلى الثلاثين من عمره تشرف الدولة على زواجه واختيار زوجة له.